# Płyta Ptasiej Głowy

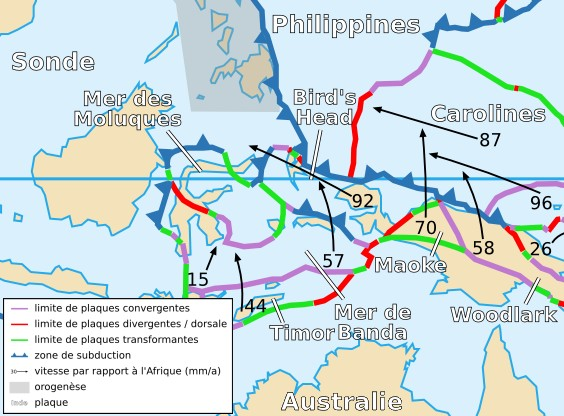
Płyta Ptasiej Głowy

Płyta Ptasiej Głowy – niewielka płyta tektoniczna, położona w Azji Południowo-Wschodniej, uznawana za część większej płyty pacyficznej.
Płyta Ptasiej Głowy od zachodu i północnego zachodu graniczy z płytą sundajską, od północy z płytami filipińską i karolińską, od wschodu i z płytą Maoke, od południowego wschodu z płytą australijską, od południa z płytą Morza Banda i od południowego zachodu z płytą Morza Moluckiego. Granicą z płytą karolińską jest Rów Nowogwinejski.
Obejmuje półwysep Ptasia Głowa na Nowej Gwinei oraz większość wysp Moluków Północnych (wszystkie wymienione lądy należą do Indonezji), a także niewielką część Oceanu Spokojnego wokół nich.